# Fongueusemare
Fongueusemare – miejscowość i gmina we Francji, w regionie Normandia, w departamencie Sekwana Nadmorska.
Według danych na rok 1990 gminę zamieszkiwało 170 osób, a gęstość zaludnienia wynosiła 14 osób/km² (wśród 1421 gmin Górnej Normandii Fongueusemare plasuje się na 731. miejscu pod względem liczby ludności, natomiast pod względem powierzchni na miejscu 239.).